# RKBヤングリクエスト
RKBヤングリクエスト（アールケービー ヤングリクエスト）は、RKB毎日放送（RKBラジオ）で1967年10月8日から1982年3月29日まで（中断あり）放送されていた音楽リクエスト番組である。

## 概要
はがきや電話で寄せられたリクエストの中から選曲した音楽をトークと一緒に放送。リクエスト番組『あなたのミュージックダイヤル』のタイトルを変更し、1967年10月に日曜夜のナイターオフ枠でスタート。1968年度まで2期連続ナイターオフ期の6か月限定の番組として放送。1969年度ナイターオフ期の日曜20時台・21時台は『JRN歌謡ベストテン』（20:00 - 21:00）、『ミュージックアワー』（21:00 - 21:30）を放送していたため中断。1970年10月に土曜夜のナイターオフ枠に移って再開、その6か月後の1971年4月から通常ナイター放送の無い月曜21時台に移動して通年放送に移行、以後終了時まで月曜21時台で定着した。
1981年～1982年の時点（パーソナリティ・中西一清時代）では、原則として歌謡曲中心として、必ずしも当時の最新ヒットチャートの上位曲ばかり選ばず、少し前のヒット曲やシングルのB面曲、洋楽も採り上げて選曲していた。ただ演歌は選曲の対象外としていた。30分の放送時間中に6～7曲と多めにかけていたが、その代わりにフルコーラスかける曲は2曲ほどにして残る曲は途中でフェードアウトし、テンポアップに務めていた。
1980年の時点（パーソナリティ・とべない飛行船時代）では、リクエストを寄せたリスナーの名前を全部読み上げていた。
1976年当時は、電話リクエストは20時45分から放送が終了する直前の21時50分まで受け付けていた。
番組テーマ曲は、ニール・ダイアモンドの1971年の曲『Crunchy Granola Suite 燃える珊瑚礁』。

## パーソナリティ
- 井上悟・津川洋二 （1967年10月 - 1968年3月。本番組スタート時のパーソナリティ）[3][2]
- 住田昌義・林田スマ （1968年10月 - 1969年3月）[3][2]
- 安藤豊・楫三枝子 （1970年10月 - 1972年3月）[3][2]
- 安藤豊・古賀朋子 （1972年4月 - 1973年9月）[3]
- 石上正憲・古賀朋子 （1973年10月 - 1974年12月）[3]
- 石上正憲・伊藤幸子 （1975年1月 - 1975年9月）[3]
- 石上正憲・青山恭子 （1975年10月 - 1976年6月）[3]
- 石上正憲・森田美智子 （1976年7月 - 1977年8月）[3][7]
- 石上正憲 （1977年9月 - 1978年9月、1名のみで担当）[3]
- とべない飛行船 （作本光弘・村上輝晃、1978年10月 - 1981年3月）[3][4]
※共に、地元・福岡のロックバンド「とべない飛行船」のボーカル。
- 中西一清 （1981年4月 - 1981年9月、1名のみで担当）[3]
- 中西一清・安田瑞代 （1981年10月 - 1982年3月。本番組終了時のパーソナリティ）[3][1]

## 放送時間
- 1967年10月8日 - 1969年3月30日：日曜 20:00 - 21:30 （この間1967年度・1968年度とも、ナイターオフ期10月 - 翌年3月のみ6か月限定で放送）[3]
- 1970年10月10日 - 1971年4月3日：土曜 20:00 - 21:30[2]
- 1971年4月12日 - 1980年3月：月曜 21:00（または21:10） - 22:00[2]
- 1980年4月 - 1982年3月29日：月曜 21:00 - 21:30[2]

## 主なコーナー
- クイズコーナー （1967年当時）[8]
- ベストテン発表 （1967年当時）[8]
- ヤンヤンレポート （1978年当時）[9]
- うちの母ちゃん （1978年当時）[9]
- ヤンリク青春レポート （1979年当時）[10]
- ウイークリーポップス （1979年 - 1980年当時）[11]
- ヤンヤンポスト （1979年 - 1982年当時）[11]
自慢話、ドジな話、悪口などリスナーから寄せられたお便り、メッセージなどを紹介。1982年1月当時は毎週2通ほど紹介し、最も傑作な作品には2500円分のレコード券、準傑作作品には番組オリジナルのスポーツタオルが贈られた[1]。
- ダブルイントロクイズ （1980年 - 1982年当時）
2つの曲のイントロ部分を重ねて同時に流し、リスナーには両方の曲のタイトルを当ててもらう。正解者の中から3名に番組オリジナルのスポーツタオルが贈られていた[4][1]。